# Хосроудад, Манучехр
Манучехр Хосроудад (перс. منوچهر خسروداد‎; 10 февраля 1927, Амоль — 15 февраля 1979, Тегеран) — иранский генерал, командующий спецназом ВВС при правлении шаха Мохаммеда Реза Пехлеви. Считался одним из лучших командиров шахской армии и военной авиации. Командовал подавлением антишахских выступлений. Участник войны в Дофаре. Противник Исламской революции, участвовал в разгонах демонстраций. После победы исламских фундаменталистов казнён по приговору революционного трибунала.

## Военное образование
Относительно места рождения Манучехра Хосроудада существуют разночтения: большинство источников указывают Амоль, но иногда — Тегеран, куда его отец перебрался на заработки. Окончив среднюю школу, поступил в офицерское училище. Продемонстрировав выдающиеся способности, Хосроудад был отправлен на учёбу в США (Американская академия обороны в Алабаме), затем во Францию (Сен-Сир), Великобританию (Королевская военная академия в Сандхерсте), Швейцарию (изучение методов горной войны). Приобрёл военную специальность пилота и офицера авиации. Вернувшись в Иран, был зачислен в командный состав военно-воздушных сил.

## Генерал-Рекордсмен
С 1959 Манучехр Хосроудад — командир парашютно-десантного батальона. Затем был переведён на службу в жандармерию остана Фарс. С 1969 — вновь в авиации, командир воздушно-десантной бригады. В 1971 назначен командующим ВВС и авиацией сухопутных войск. С 1974 имел звание генерал-майора.
Генерал Хосроудад считался одним из лучших командиров иранской армии и авиации. В 1959 он основал парашютно-десантный батальон — со временем, при участии американских инструкторов, развёрнутый в 23-ю воздушно-десантную бригаду спецназа ВВС (бойцы бригады имели американское прозвище «зелёные береты»). Эта элитная часть иранской армии под командованием Хосроудада помогала султану Омана Кабусу в подавлении Дофарского восстания.
Сам Хосроудад был пилотом высокого класса. 29 апреля 1975 года он вместе с американцем Клемом Бейли установил пять рекордов высоты и скорости пилотирования вертолёта Bell 214 (поставленного США на вооружение иранских ВВС). После этого получил в армии прозвище Рекордсмен.
Как высокопоставленный военный, Манучехр Хосроудад подчёркивал, что на военной службе каждый обязан подчиняться любому законному правительству, не вмешиваясь в политику. Он был полностью лоялен шаху Мохаммеду Реза Пехлеви, поддерживал его курс Белой революции. Но при этом в его позициях прослеживалась определённая политическая линия. Очевидны были антикоммунистические мотивы; конфликт в Омане рассматривался как элемент глобального противостояния Холодной войны. В 1961 парашютисты Хосроудада усмиряли выступления левых студентов Тегеранского университета в поддержку Национального фронта. В 1963 жандармы и коммандос Хосроудада подавляли беспорядки кашкайских племён на юге Фарса. По вероисповеданию мусульманин-шиит, Хосроудад был решительным противником клерикализма и властных амбиций исламского духовенства.
За годы службы Манучехр Хосроудад был награждён несколькими орденами Шаханшахского Государства Иран.

## Революция и казнь
В январе 1978 началась Исламская революция в Иране. Генерал Хосроудад, наряду с генералом Овейси, выступал за жёсткое силовое подавление исламских фундаменталистов и коммунистов. При этом именно коммунистическую опасность Хосроудад считал главной, не вполне отражая реальный политический расклад. В начале декабря 1978 на Хосроудада было совершено покушение т. н. «Революционно-освободительной армией»; трое боевиков были убиты при нападении.
Генерал Хосроудад был сторонником создания военного правительства с чрезвычайными полномочиями. В мае 1978 года подчинённый Хосроудаду спецназ ВВС атаковал в Йезде с вертолётов демонстрацию сторонников аятоллы Шариатмадари. Войска Хосроудада участвовали в кровопролитии тегеранской «Чёрной пятницы» 8 сентября 1978. В качестве «антикризисной меры» генерал Хосроудад предлагал бомбардировку Тегерана.
В начале 1979 велись переговоры об отъезде шаха из Ирана и наделении чрезвычайными полномочиями премьер-министра Шапура Бахтияра. Со своей стороны, генерал Хосроудад открыто сообщал о планах государственного переворота с целью сохранения власти шаха. Такая позиция расходилась с более молодой генерацией иранского генералитета (в лице генерала Амир Хосейн Рабии и его единомышленников), которые соглашались на отъезд шаха, но требовали жёсткого курса от правительства Бахтияра.
9 января 1979 газета «Кейхан» перепечатала из французской прессы заявление Хосроудада: «В настоящий момент вопрос об отъезде Его Величества даже на каникулы не является предметом обсуждения, ибо, если Его Величество уедет, страной овладеют коммунисты, а это — то, чего армия никогда не допустит. В этом случае армия не примет режима, которым будет руководить Шапур Бахтияр или один из деятелей Национального фронта. Армия желает шаха». Такая жёсткость позиции вызвала недовольство шаха, удалившего Хосроудада от основных командных центров.
15 января 1979 французский еженедельник Le Nouvel Observateur сообщил о резком одёргивании наиболее жёстких приверженцев шаха со стороны американского генерала Роберта Хайзера (заместитель командующего вооружёнными силами США в Европе). Генерал Овейси был отправлен в отставку и эмигрировал, генерал Хосроудад переведён в удалённый от столицы гарнизон остана Керман. Реорганизация командного состава коснулась и других генералов — сторонников жёсткой линии.
11 февраля 1979 Исламская революция одержала победу. На следующий день, 12 февраля, Манучехр Хосроудад участвовал в заседании Высшего военного совета, созванного начальником генерального штаба Аббасом Карабаги. Генерал Хосроудад подписал коммюнике, в котором было заявлено о «нейтралитете вооружённых сил в политическом конфликте».
К власти в Иране пришли исламисты-теократы во главе с аятоллой Хомейни. Генерал Хосроудад, отказавшийся покинуть Иран, был арестован и передан в распоряжение революционного трибунала под председательством Садека Хальхали.
Заседание трибунала состоялось 15 февраля 1979 в здании тегеранской Школы Рефах, где расположилась временная штаб-квартира Хомейни. В едином рассмотрении проходили дела шахских генералов Манучехра Хосроудада (командование ВВС), Нематоллы Насири (бывший директор САВАК), Мехди Рахими (военный комендант и начальник полиции Тегерана) и Резы Наджи (военный губернатор остана Исфахан). Обвинения носили сугубо идеологический и политический характер: «враги революции», «враги праведного порядка», «убийцы иранского народа», «распространители порчи на Земле», «приспешники шаха и Запада». Возможности защищаться обвиняемым не предоставлялось.
Все четверо были приговорены к смертной казни и поздно вечером расстреляны на крыше Школы Рефах. Они стали первыми репрессированными теократией исламской республики. Манучехр Хосроудад отказался завязать глаза и его последними словами перед расстрелом были: «Да здравствует шах!».

## Личность
Манучехр Хосроудад был женат, но впоследствии развёлся и до ареста проживал вместе с дочерью.
По отзывам людей, знавших Хосроудада, он вёл скромный образ жизни, не был склонен к обогащению, проявлял демократизм с сослуживцами и подчинёнными, обладал авторитетом в военной среде. Его интересы вращались вокруг службы, нерабочее время посвящалось семье, спорту и любительскому собаководству. Был известен также как спортсмен-горнолыжник и президент иранской Федерации верховой езды.
Похоронен Манучехр Хосроудад на кладбище Бехеште-Захра.